# 韩国背心男事件
韩国背心男事件是2008年的一起中国大陆网络事件，起因为2008年10月在YouTube发布的一段视频，内容为一名自称曾在中国留学的韩国男子用韩语辱骂中国网游玩家；视频中他戴着黑框眼镜，身穿白色背心，以夸张的表情和动作列举了中国网络游戏的“七宗罪”。此事件被中国玩家发现后，将该视频配以中文字幕并转载自中国国内各大视频网站，引起一片哗然。

## “七宗罪”
背心男提到的“七宗罪”如下：
1. 恶意PK：游戏里的“防抢怪设置”是为中国玩家开发，而韩国玩家更倾向于互助。
2. 素质低下：中国玩家花钱在游戏中刷屏骂人，且喜欢使用诸如800×600的低分辨率画面。
3. 网络质量差：中国网络的ping延迟高，而韩国最差的网络ping不超过两位数。
4. 不懂游戏：韩国游戏有一流的制作团队，中国游戏缺乏对游戏画面、任务系统的理解。
5. 版本滞后：韩国游戏是最新版本，中国玩家只能玩旧版游戏。
6. 缺乏创造力：认为中国游戏都大同小异，模仿韩国游戏，甚至不如日本。
7. 中国是世界工厂：中国缺乏创意，只能代工，而韩国的电子产品和电子游戏产业已征服全球。

## 反响
2008年10月9日，中国大陆一位女网友录制视频，以反驳背心男的“七宗罪”言论。不少网友在观看视频后，赞扬该女网友称为“中国网游第一猛女”。后接受新浪网采访，称呼其为“包子”或“包包”。
2008年10月13日，背心男随即被天涯社区网友扒出，其真实身份为网络红人“扫街男孩”，并非韩国人。根据中关村在线对“扫街男孩”的采访，表示视频是去年自己在电脑前发泄时录制，且承认有二分之一的韩国血统。
韩国方面，第九城市副总裁沈国定认为背心男的“七宗罪”是个人极端看法，并不能代表韩国网络游戏。